# غورو الحب
في حب جورو (بالإنجليزية: The Love Guru)‏ هو فيلم كوميدي تم إنتاجه في ألمانيا والمملكة المتحدة وصدر في سنة 2008. الفيلم من كتابة مايك مايرز. من بطولة مايك مايرز وجيسيكا ألبا وجستين تيمبرلك وميجان جود وفيرن تروير.

## القصة
لاعب هوكي جليد يعاني من عدة متاعب منها رجفة في يديه بسبب ترك زوجته له وإقامتها لعلاقة مع رجل آخر وتلك الحالة تؤثر كثيرا على أدائه الرياضي وتؤدي لخسارة فريقه بشكل دائم ولمعالجة الأمر تضطر مالكة الفريق لاستدعاء معالج روحاني هندي لكن ذلك المعالج يشترط ظهوره ببرنامج أوبرا الشهير ليصبح أشهر معالج روحي في العالم، إلا أنه ودون عمد يقع في حب مالكة النادي ويتأهب لتقديم أي شئ في سبيل الارتباط بها.

## الميزانية والإيرادات
بلغت تكلفة إنتاج الفيلم حوالي 62 مليون دولار بينما حقق أرباحا تقدر بـ 40,863,344 دولار.

## وصلات خارجية
- غورو الحب على موقع IMDb (الإنجليزية)
- غورو الحب على موقع ميتاكريتيك (الإنجليزية)
- غورو الحب على موقع روتن توميتوز (الإنجليزية)
- غورو الحب على موقع نتفليكس (الإنجليزية)
- غورو الحب على موقع قاعدة بيانات الأفلام العربية
- غورو الحب على موقع ألو سيني (الفرنسية)
- غورو الحب على موقع Turner Classic Movies (الإنجليزية)
- غورو الحب على موقع أول موفي (الإنجليزية)
- غورو الحب على موقع بوكس أوفيس موجو (الإنجليزية)
- غورو الحب على موقع فيلمافينيتي (الإسبانية)